# Brasão de armas da Etiópia
O actual brasão de armas da Etiópia data de 1996. Contém um pentagrama dourado a raiar luz num escudo azul. O pentagrama tem a sua origem no selo do Rei Salomão, cuja descendência era alegadamente a família real Etíope. Hoje o pentagrama simboliza a unidade do povo e a nacionalidade da Etiópia.
O brasão também aparece no centro da bandeira da Etiópia.